# Nymphidium epiplatea
Nymphidium epiplatea är en fjärilsart som beskrevs av Butler 1867. Nymphidium epiplatea ingår i släktet Nymphidium och familjen Riodinidae. Inga underarter finns listade i Catalogue of Life.